# 분당구
분당구(盆唐區)는 성남시 중남부에 위치한 구이다. 북으로는 성남시 수정구, 중원구와 접하고 있고 서쪽으로는 의왕시, 동쪽으로는 광주시, 남쪽으로는 용인시와 접하고 있다.
원래 농촌 지역이었으나 1989년 노태우 정부의 분당신도시 개발계획 수립 이후 1992년부터 도시권이 형성되었으며, 2000년대 후반부터 판교신도시를 개발하고 있다.
2024년 기준 주민등록을 기준으로 분당구의 인구는 470,942명인데, 이는 성남시 인구인 917,192명의 51.34%에 이른다. 성남시의 옛 도심인 본시가지 지역을 대체하여, 새로운 중심지로 기능하고 있다.

## 명칭 유래
분당(盆唐)이라는 이름은 1914년 일제의 행정구역 통폐합 때 분점리(盆店里:동이정)와 당우동(唐隅洞:당모루) 등의 마을을 합치고, 두 마을의 머릿글자를 따서 만든 지명이다. 분당신도시 계획수립 초기에는 인구 수로 인해 해당 권역을 관할하는 행정동이 분당동이었기에 분당지구라는 명칭이 붙었다.

## 역사
역사적으로 경기도 광주군의 돌마면 일부(지금의 분당동·수내1동·수내2동·수내3동·정자1동·정자2동·정자3동·서현1동·서현2동·이매1동·이매2동·야탑1동·야탑2동·야탑3동)와 낙생면(지금의 금곡동·구미동·구미1동·판교동·삼평동·백현동·운중동)을 합친 것이며, 지리적으로는 용인군 수지면의 일부(현재의 구미동)도 포함한다. 1973년 경기도 성남출장소가 성남시로 승격됨과 동시에 돌마·낙생 지역이 성남으로 편입되었다. 1989년 분당신도시 계획이 입안되고 구제 실시와 함께 중원구에 편입되었으며 1991년 신도시 지역이 분당구로 분리되었다. 1992년을 전후로 입주가 시작되면서 인구가 늘었다.
- 1991년 5월 27일 중원구 분당동·이매동·판교동·금곡동·운중동에 분당출장소를 설치했다.[4]
- 1991년 9월 17일 분당출장소가 분당구로 전환했다.[5]

| 성남시조례 제1152호 |                |                                  |
| 행정구역            | 행정구역       | 법정구역                         |
| 기존                | 분당구 설치 후 | 법정구역                         |
| 중원구 분당동       | 분당구 분당동  | 분당동·수내동·정자동·율동·서현동 |
| 중원구 이매동       | 분당구 이매동  | 이매동·야탑동                    |
| 중원구 판교동       | 분당구 판교동  | 판교동·삼평동·백현동             |
| 중원구 금곡동       | 분당구 금곡동  | 금곡동·궁내동·동원동·구미동      |
| 중원구 운중동       | 분당구 운중동  | 운중동·대장동·석운동·하산운동    |
- 1992년 5월 1일 분당동에서 초림동·서현동을 분동했다.[6]

| 성남시조례 제1192호 |          |                                         |
| 행정구역            | 행정구역 | 법정구역                                |
| 기존                | 분동 후  | 법정구역                                |
| 분당동              | 분당동   | 분당동·정자동, 수내동 일부, 서현동 일부 |
| 분당동              | 초림동   | 수내동 일부                             |
| 분당동              | 서현동   | 율동, 서현동 일부                       |
- 1993년 1월 20일 분당동에서 서당동·수내동을, 이매동에서 매송동·하탑동을 분동했다.[7]

| 성남시조례 제1253호 |          |                            |
| 행정구역            | 행정구역 | 법정구역                   |
| 기존                | 분동 후  | 법정구역                   |
| 분당동              | 분당동   | 분당동·정자동, 수내동 일부 |
| 분당동              | 서당동   | 서현동 일부                |
| 분당동              | 수내동   | 수내동 일부                |
| 이매동              | 이매동   | 이매동 일부, 야탑동 일부   |
| 이매동              | 매송동   | 이매동 일부                |
| 이매동              | 하탑동   | 야탑동 일부                |
- 1993년 6월 5일 분당동에서 내정동을, 이매동에서 야탑동·중탑동을 분동했다.[8]

| 성남시조례 제1272호 |          |                     |
| 행정구역            | 행정구역 | 법정구역            |
| 기존                | 분동 후  | 법정구역            |
| 분당동              | 분당동   | 분당동              |
| 분당동              | 내정동   | 수내동 일부, 정자동 |
| 이매동              | 이매동   | 이매동 일부         |
| 이매동              | 야탑동   | 야탑동 일부         |
| 이매동              | 중탑동   | 야탑동 일부         |
- 1995년 3월 6일 내정동에서 정자동을 분동했다.[9]

| 성남시조례 제1360호 |          |             |
| 행정구역            | 행정구역 | 법정구역    |
| 기존                | 분동 후  | 법정구역    |
| 내정동              | 내정동   | 수내동 일부 |
| 내정동              | 정자동   | 정자동      |
- 1996년 1월 15일 정자동에서 신기동·불정동을, 금곡동에서 구미동을 분동했다.[10]

| 성남시조례 제1407호 |          |                                   |
| 행정구역            | 행정구역 | 법정구역                          |
| 기존                | 분동 후  | 법정구역                          |
| 정자동              | 정자동   | 정자동                            |
| 정자동              | 신기동   | 정자동                            |
| 정자동              | 불정동   | 정자동                            |
| 금곡동              | 금곡동   | 금곡동·궁내동·동원동, 구미동 일부 |
| 금곡동              | 구미동   | 구미동 일부                       |
- 2001년 1월 1일 수내동을 수내3동으로, 초림동을 수내1동으로, 내정동을 수내2동으로, 정자동을 정자2동으로, 불정동을 정자3동으로, 신기동을 정자1동으로, 서현동을 서현1동으로, 서당동을 서현2동으로, 이매동을 이매1동으로, 매송동을 이매2동으로, 야탑동을 야탑1동으로, 중탑동을 야탑3동으로, 하탑동을 야탑2동으로 개칭했다.[11]
- 2005년 3월 21일 금곡동을 금곡1동·금곡2동으로 분동했다.[12]

| 성남시조례 제1971호 |          |                     |
| 행정구역            | 행정구역 | 법정구역            |
| 기존                | 분동 후  | 법정구역            |
| 금곡동              | 금곡1동  | 금곡동·궁내동       |
| 금곡동              | 금곡2동  | 동원동, 구미동 일부 |
- 2008년 9월 22일 금곡1동을 금곡동으로, 금곡2동을 구미1동으로 개칭했다.[13]
- 2008년 12월 22일 판교동에서 삼평동을 분동했다.[14]

| 성남시조례 제2277호 |          |               |
| 행정구역            | 행정구역 | 법정구역      |
| 기존                | 분동 후  | 법정구역      |
| 판교동              | 판교동   | 판교동·백현동 |
| 판교동              | 삼평동   | 삼평동        |
- 2009년 10월 5일 판교동에서 백현동을 분동했다.[15]

| 성남시조례 제2353호 |          |                     |
| 행정구역            | 행정구역 | 법정구역            |
| 기존                | 분동 후  | 법정구역            |
| 판교동              | 판교동   | 판교동, 백현동 일부 |
| 판교동              | 백현동   | 백현동 일부         |
- 2015년 5월 1일 정자1동에서 정자동을 분동했다.[16]

## 행정 구역
| 행정동  | 한자    | 면적 (km2) | 세대    | 인구 (명) |
| ------- | ------- | ---------- | ------- | --------- |
| 분당동  | 盆唐洞  | 3.40       | 10,338  | 28,287    |
| 수내1동 | 藪內1洞 | 1.03       | 7,174   | 18,018    |
| 수내2동 | 藪內2洞 | 0.81       | 3,311   | 11,000    |
| 수내3동 | 藪內3洞 | 0.94       | 5,446   | 15,263    |
| 정자동  | 亭子洞  | 1.0        | 8,504   | 21,286    |
| 정자1동 | 亭子1洞 | 2.45       | 13,159  | 30,484    |
| 정자2동 | 亭子2洞 | 0.54       | 7,756   | 17,781    |
| 정자3동 | 亭子3洞 | 1.92       | 6,116   | 16,741    |
| 서현1동 | 書峴1洞 | 7.49       | 12,101  | 32,567    |
| 서현2동 | 書峴2洞 | 0.79       | 6,764   | 19,745    |
| 이매1동 | 二梅1洞 | 2.90       | 9,153   | 27,451    |
| 이매2동 | 二梅2洞 | 0.68       | 4,641   | 14,656    |
| 야탑1동 | 野塔1洞 | 1.16       | 7,507   | 18,644    |
| 야탑2동 | 野塔2洞 | 0.64       | 6,294   | 17,912    |
| 야탑3동 | 野塔3洞 | 5.08       | 12,906  | 31,691    |
| 판교동  | 板橋洞  | 2.93       | 7,599   | 23,715    |
| 삼평동  | 三坪洞  | 3.34       | 8,624   | 25,916    |
| 백현동  | 栢峴洞  | 1.96       | 9,743   | 28,574    |
| 금곡동  | 金谷洞  | 5.37       | 12,113  | 30,274    |
| 구미1동 | 九美1洞 | 3.05       | 7,098   | 18,647    |
| 구미동  | 九美洞  | 4.77       | 13,028  | 33,287    |
| 운중동  | 雲中洞  | 18.10      | 7,552   | 21,135    |
| 분당구  | 盆唐區  | 69.77      | 186,927 | 503,074   |

## 인구
| 연도   | 총인구    | ; |
| ------ | --------- | - |
| 1995년 | 320,622명 |   |
| 2000년 | 382,771명 |   |
| 2005년 | 416,970명 |   |
| 2010년 | 458,405명 |   |
| 2015년 | 478,339명 |   |

## 문화
- 율동공원
- 중앙공원
- 구미공원
- 새마을연수원
- 코리아디자인센터
- 한국학중앙연구원
- 성남아트센터
- 한국잡월드
- 국립국제교육원
- 한국장애인고용공단
- 네이버 본사
- 아름방송네트워크
- 캐니빌리지
- 탄천물놀이장
- 킨스 타워
- 정자동 카페거리
- KT 본사

## 교통

### 철도
분당선과 신분당선, 경강선이 관내를 지나고 있다. 분당선은 수도권 전철 수인·분당선이 운행하며 성남시 원도심과 용인시 수지구를 이어주고 있다. 신분당선은 성남의 원도심을 거치지 않고 바로 서울특별시 서초구로 이어준다. 경강선은 경기도 광주시 및 이천시와의 교통을 담당하고 있다.
수도권 전철 수인·분당선 (분당선)
(성남시 중원구) ← 야탑역 - 이매역 - 서현역 - 수내역 - 정자역 - 미금역 - 오리역 → (용인시 수지구)
신분당선
(서울특별시 서초구) ← 판교역 - 정자역 - 미금역 → (용인시 수지구) 신분당선 미금역 개통2018년 4월 28일 개통
경강선
판교역 - 이매역 → (광주시)

### 버스
- 성남종합버스터미널: 분당구 야탑1동에 소재한 성남 유일의 버스 터미널이다.

### 도로

#### 고속도로
분당구 관내에 2개의 고속도로 노선이 있다.
- 경부고속도로

(성남시 수정구) ← 대왕판교 나들목 - 판교 분기점 - 판교 나들목 - 서울 요금소 → (용인시 수지구)
- 용인서울고속도로

(성남시 수정구) ← 서판교 나들목 - 서분당(고기) 나들목 → (용인시 수지구)

#### 국도 및 지방도
분당구 관내에는 일반국도 노선은 없으며, 2개의 국가지원지방도 노선이 지난다.
- 지방도 제23호선(대왕판교로)
- 지방도 제57호선(안양판교로, 대왕판교로, 서현로)

#### 시도
분당구의 대표적인 시도인 성남대로와 돌마로가 분당구의 남북을 관통하는 주요 간선축 역할을 하고 있다. 분당구는 동서간 교통이 빈약한 편이며 대표적 동서 간선도로로 판교로와 서현로가 있다.

## 교육
- 사립대학교

|  | - 차의과학대학교 분당캠퍼스 |

- 대학원대학교

|  | - 한국학중앙연구원 한국학대학원 |

- 고등학교

|  | - 늘푸른고등학교 - 돌마고등학교 - 분당고등학교 - 분당경영고등학교 - 분당중앙고등학교 - 불곡고등학교 | - 서현고등학교 - 성남외국어고등학교 - 성남금융고등학교 - 수내고등학교 - 양영디지털고등학교 - 이매고등학교 | - 한솔고등학교 - 계원예술고등학교 - 낙생고등학교 - 분당대진고등학교 - 송림고등학교 - 야탑고등학교 | - 분당영덕여자고등학교 - 이우고등학교 - 태원고등학교 - 운중고등학교 - 보평고등학교 - 판교고등학교 |

- 특수학교

|  | - 성은학교 |

## 갤러리

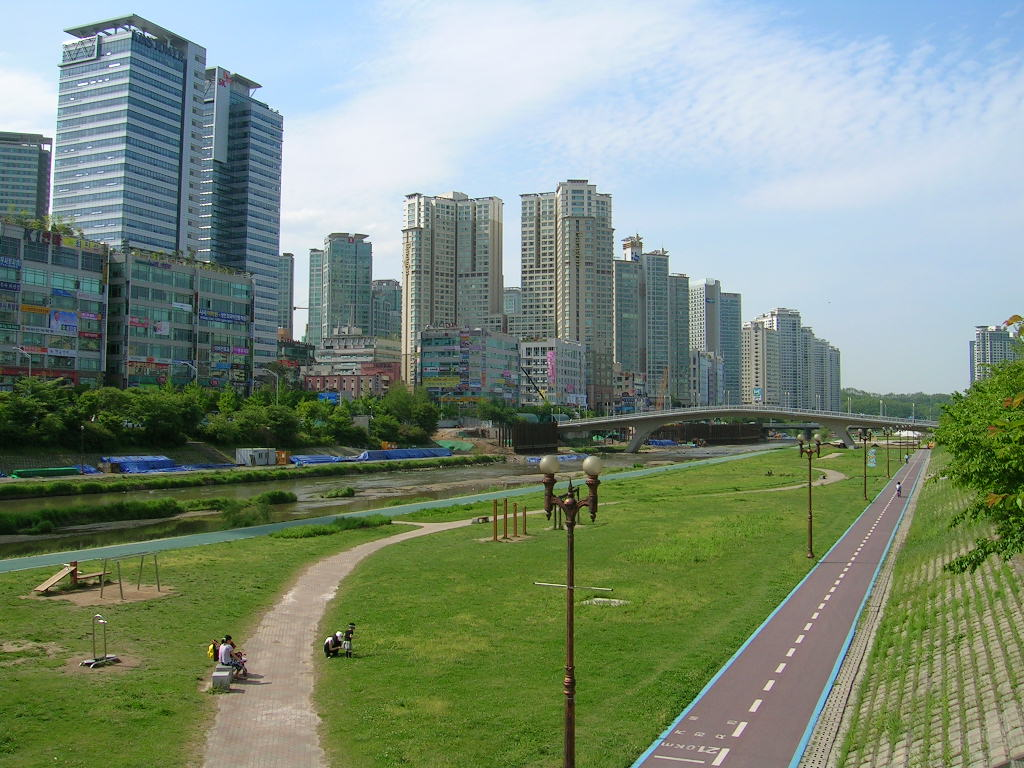
정자동
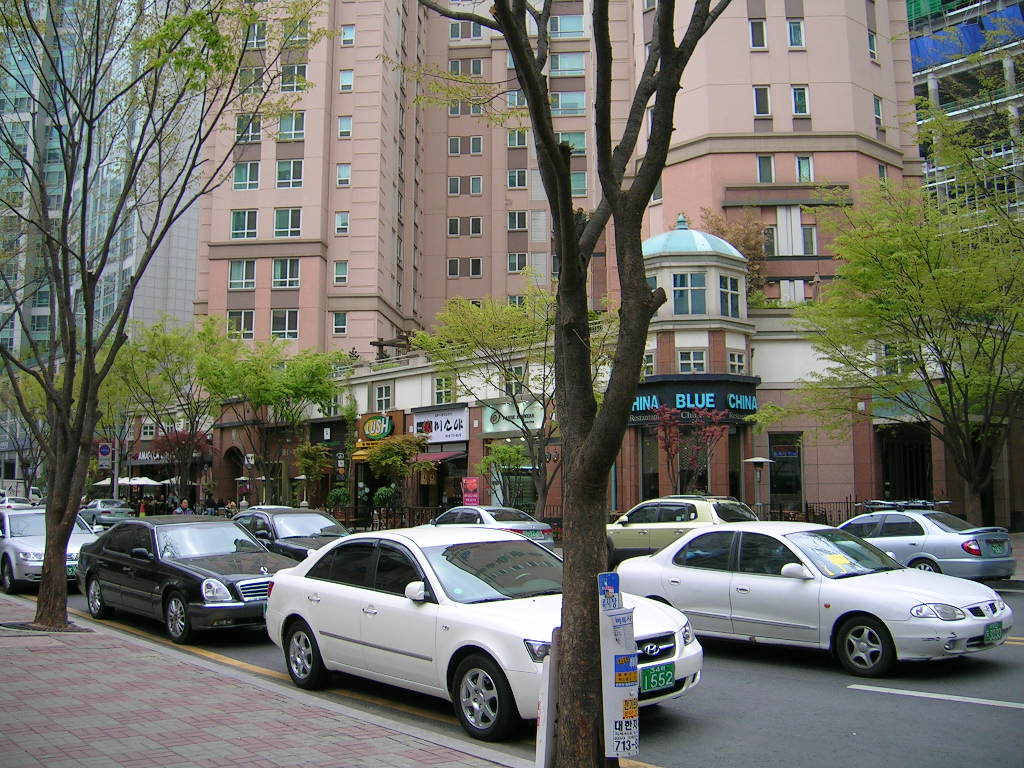
정자동 아파트 촌
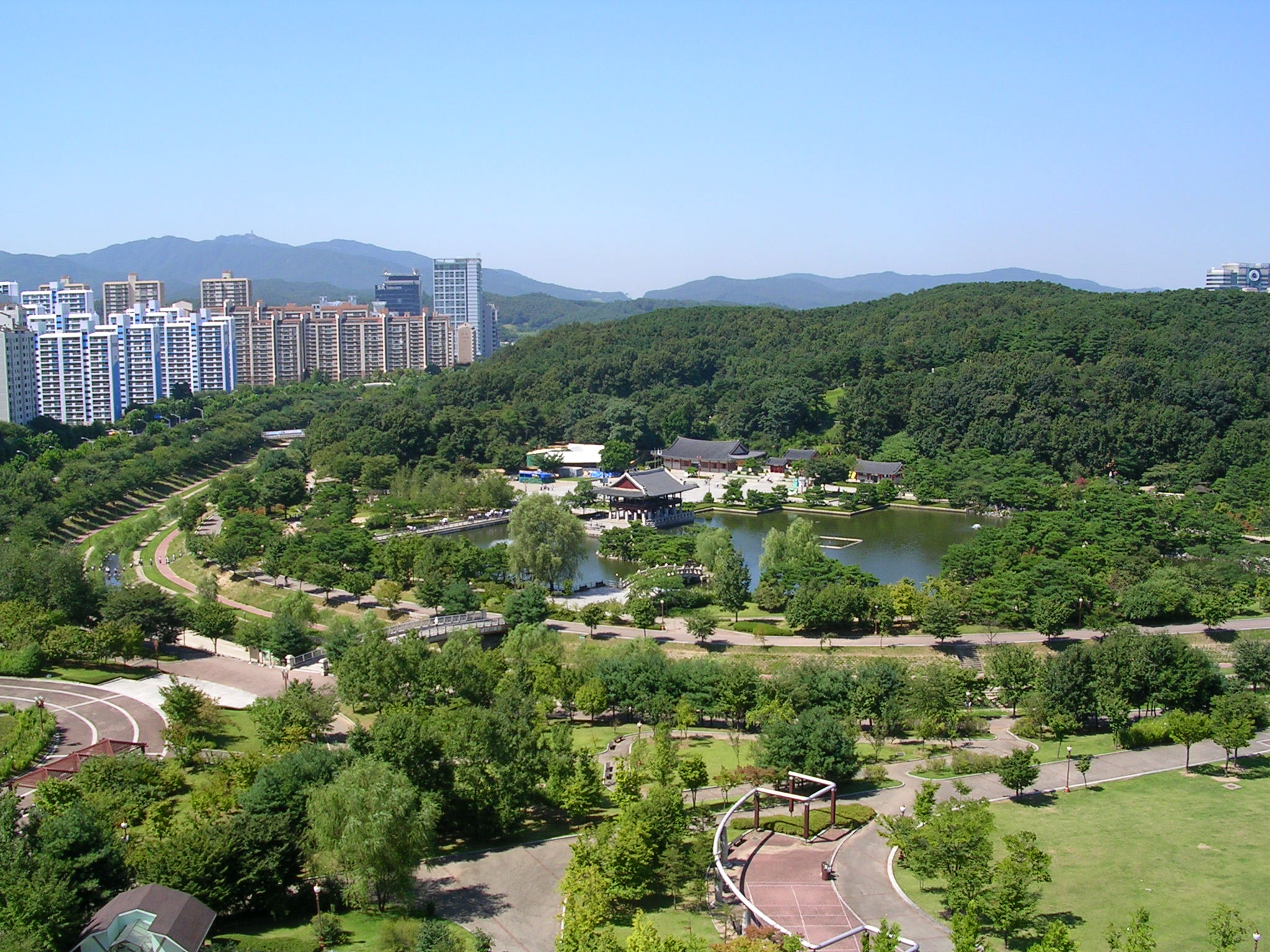
분당중앙공원

## 같이 보기
- 성남시의 교통
- 탄천